# I Can't Stand The Rain/Be Yourself
I Can't Stand the Rain/Be Yourself è un singolo degli Eruption pubblicato nel 1977 e tratto dall'album di debutto omonimo.

## Descrizione
Il brano sul lato A è una cover dell'omonimo brano scritto e lanciato nel 1973 da  Ann Peebles.

## Tracce
7" Single
1. I Can't Stand The Rain - 3:12
2. Be Yourself - 3:43

## Classifiche
| Classifica (1978) | Posizione più alta |
| ----------------- | ------------------ |
| Svizzera          | 8                  |
| Austria           | 4                  |
| Paesi Bassi       | 4                  |
| Svezia            | 2                  |
| Norvegia          | 6                  |